# Ptychadena longirostris
Ptychadena longirostris är en groddjursart som först beskrevs av Peters 1870.  Ptychadena longirostris ingår i släktet Ptychadena och familjen Ptychadenidae. IUCN kategoriserar arten globalt som livskraftig. Inga underarter finns listade i Catalogue of Life.